# 最後的女孩
最後的女孩（英語：The Final Girl）或譯為倖存的女孩，是一種常見於恐怖電影中的角色原型與電影比喻。該術語由電影研究學者卡洛·J·克洛弗提出，她在分析自1960年代後期起大量湧現的美國恐怖電影時，發現了其中的共同敘事結構：這類電影普遍描繪一位純真的年輕女性，在與男性殺人魔對決後成為最終倖存者。
在英語圈的電影研究與評論中，特別是在女性主义电影的領域中，「最後的女孩」已被視為一個重要的分析概念。

## 背景
美國的恐怖電影自1910年上映的短片《科學怪人》開始便持續製作，但真正促使此類型電影大量興起的，是1960年亞佛烈德·希區考克執導《驚魂記》的全球性成功。此後，越來越多製片人投入恐怖電影製作。1970年代以降，恐怖片的數量急劇增加，尤其是一種強調暴力與慘劇描寫的子類型：砍杀电影的成形
1978年，低預算僅約32萬美元的《月光光心慌慌》創下7500萬美元的票房佳績，成為殺戮電影人氣奠基的關鍵作品。與其同期的作品如《德州電鋸殺人狂》與《隔山有眼》，以及1980年代的《十三號星期五》和《猛鬼街》，都推出了多部續集，成為該類型電影的代表作。這些電影的吸引力並不在於複雜的劇情或精湛的演技，而是以視覺上的殘酷與獵奇為賣點。其故事多數沿用雷同的情節與角色設定。正因為題材簡單且被視為庸俗，這類作品長期未被電影研究與評論界重視。然而，基於其在觀眾間持續的強大吸引力，一些學者開始將這類電影視為反映現代美國社會病理的鏡像，並對其進行深入研究。
加州大學柏克萊分校的研究學者卡洛·J·克洛弗最初是一位受瑞典烏普薩拉大學訓練，並曾在哈佛大學任教的中世紀文學學者。。她在中世紀文學領域發表多篇重要論文與著作，並因此獲得美國人文與科學學院的肯定。其後，克洛弗轉向電影研究，曾任職於瑞典電影研究所，隨後進入柏克萊分校任教。在廣泛調查當代美國電影的過程中，她逐漸對恐怖電影產生濃厚興趣。作為中世紀文學專家，克洛弗認為該類文學的顯著特徵包括「公式化的敘事重複」、「作者缺席」，以及「由讀者或聽眾主導的敘事模式」。她認為現代美國電影，特別是恐怖類型亦呈現出類似結構。憑藉其擅長結合文本分析與社會結構的研究方法，克洛弗對恐怖電影進行深入探討，並提出「最後的女孩」這一概念。

## 定義
克洛弗最早於1987年發表的論文〈她的身體／他自己的身體〉（Her Body, Himself）中提出「最後的女孩」（Final Girl）的概念。該概念後來收錄於她於1992年出版的著作《男人、女人與電鋸：現代恐怖電影中的性別》中。克洛弗對1960年代至1980年代末所製作的大量恐怖電影與殺戮電影進行了系統性的調查與分析，並從中歸納出多部作品在敘事結構與角色設計上的共同特徵。根據她的觀察，現代美國恐怖電影通常具備以下要素：
- 兇手幾乎全為男性，僅有極少數例外；
- 他們往往在性方面具有衝突或壓抑，並因童年時與母親的關係而受到深刻心理創傷；[10]
- 雖多數兇手為人類，但有時亦會變形為鯊魚、青蛙或鳥類等非人類存在；[10]
- 男性被害者的殺害場面通常極為簡略，而女性受害者則常被以特寫鏡頭處理，細緻呈現其痛苦與恐懼；[11]
- 許多遭殺害的女性角色皆具吸引外貌與奔放性格，其中多數在從事被視為不道德的性行為後即被殺害；[8]。
- 兇手鮮少使用槍枝等現代武器，反而多以刀、斧、冰錐、鋤頭等冷兵器作案；[12]

在這些充滿血腥與暴力的敘事中，最終存活並成功逃脫的角色，往往是一位年輕、天真且堅韌的女性。克洛弗將這類角色稱為「最後的女孩」，並認為這是現代恐怖與血腥殺戮電影的重要敘事特徵之一。

### 特質
「最後的女孩」自故事開始便已登場，與其他接連遭殺的朋友不同，她是唯一能察覺危機徵兆，並開始預測未來走向的角色。根據克洛弗的分析，「最後的女孩」通常具備以下特質：
- 相較其他女性角色，她的性吸引力較低，但聰慧、冷靜且警覺性高；
- 她常擁有如《月光光心慌慌》中「洛莉」（Laurie）那樣的中性姓名；
- 她能依靠自身力量克服困境，並於故事尾聲成功逃離危機，甚至擊敗兇手。[13]
- 「最後的女孩」的出現，象徵敘事中一種「分析性的凝視」（investigative gaze）。克洛弗指出，在殺戮電影中，攝影機視角初期多半採用兇手視角，即透過黑暗中的偷窺凝視注視受害者，在暴力發生時，畫面亦從兇手角度呈現受害者的恐懼與痛苦。然而，當「最後的女孩」逐漸展現主動性時，敘事視角便會轉向她的立場，觀眾亦開始與她產生認同，並在她成功擊退兇手的瞬間獲得情感上的釋放與勝利感。[14]

### 女性主義電影理論
克洛弗之所以關注「最後的女孩」概念，其中一項重要原因是她對女性主義電影理論的長期興趣。在她之前，如蘿拉·穆維所代表的女性主義電影觀點認為，電影作為一種媒介，其本質乃是「男性對女性的凝視」機制。男性觀眾會將自身情感投射至銀幕上的男性角色，並透過這些角色的視角觀看女性角色。藉由這樣的觀看模式，電影作為敘事裝置，便成為一種反覆凝視與支配女性的結構。在這樣的架構中，男性角色通常被塑造成自主、果斷的行動者，而女性則處於被觀看與被評價的位置。直到1980年代前期，女性主義電影理論大致上仍維持此種看法。
然而，在殺戮電影中，儘管觀眾群主要為年輕男性，電影前半段所施加暴力的兇手往往缺乏傳統理想中的男性特質（甚至在某些作品中暗示其性無能），而電影後段擊敗殺戮者並存活下來的「最後的女孩」，則是一位堅毅、獨立的年輕女性。觀眾在觀影初期可能以殺戮者的視角，體驗對女性施暴的恐怖與施虐式快感；但隨著敘事進展，觀眾逐漸轉而對女性的反擊與最終勝利表示喝采。這種觀看立場的轉變呈現出一種傳統女性主義電影理論難以完全解釋的性別混亂與顛覆。克洛弗正是基於這種結構性張力，進一步探討血腥殺戮電影與「最後的女孩」的敘事與文化意義。
針對這種性別擾動如何在殺戮電影中發生，克洛弗提出一套分析模型，其核心架構深受當時女性主義電影理論的影響，並採用精神分析式的解釋方法。依據她的觀點，殺戮者的不穩定與變態特質象徵「女性化男性」：一種無法發聲、脆弱、如同孩童般的性別形象。相對地，「最後的女孩」雖然是女性，但其所展現出的行動力、判斷力與理性，則構成一種「男性化女性」的形象。換言之，她被視為一種具備雙性特徵的角色。克洛弗將從殺戮者的暴力逐步過渡到「最後的女孩」的反擊，定義為一場「性別認同的遊戲」（gender-identity game），此一敘事進程揭示了性別邊界的模糊與敘事主體的轉移——從「女性化男性」過渡至「男性化女性」。
在阿爾弗雷德·希區考克的《驚魂記》中，主角貝茲透過與母親之間的雙重人格關係完成了由男性向女性的轉換；而在當代血腥殺戮電影中，性別交換的形式則轉而由「對女性角色的再性別化」（regendering）所實現。當這種性別交換完成後，故事也隨之結束。克洛弗指出：「當『最後的女孩』完成陽具化（phallicized）之時，敘事便戛然而止，恐懼也宣告終結。天將破曉，社會秩序將恢復原狀。」

### 歷史定位
克洛弗未明確解釋此類作品為何在美國大量出現，但她指出，這現象或許與1960年代後半在美國興起的女性主義運動有關。該運動動搖了傳統的性別規範與性別角色，使許多無法清晰表達自身困惑的男性，將其內心的恐懼投射到此類電影中。此外，克洛弗對於殺戮電影中對年輕女性施以執拗暴力的起源亦有所探討。她指出，1914年由珍珠·懷特主演並於國際間取得成功的連續劇《波琳的苦難》可視為最早以「女性不斷遭遇危險」為賣點的電影之一。
至於此類敘事結構的歷史則更為久遠。克洛弗認為，這類傳統可追溯至維多利亞時代的「鞭打文學」，以描寫女性遭受鞭打等殘酷情節為主要賣點的文學形式，並可視為現代血腥電影的前身。

## 案例
克洛佛的論文發表後，「最後的女孩」的概念逐漸引起電影研究領域以外的廣泛關注，並在大眾媒體中被廣泛引用。美國的影評人所舉出的代表性「最後的女孩」角色包括以下幾例：
| 角色            | 演員             | 登場作品                     | 上映年份 |
| --------------- | ---------------- | ---------------------------- | -------- |
| 黛安·亞當斯     | 瑪麗·沃倫諾夫    | 《空房禁地》                 | 1972年   |
| 莎莉·哈狄絲蒂   | 瑪麗蓮·伯恩斯    | 《德州電鋸殺人狂》           | 1974年   |
| 潔絲·布拉德福德 | 奧莉花·荷西      | 《女生驚魂記》               | 1974年   |
| 洛莉·史特羅德   | 潔美·李·寇蒂斯   | 《月光光心慌慌》             | 1978年   |
| 愛麗絲·哈迪     | 艾德麗安·金      | 《13號星期五》               | 1978年   |
| 艾倫·蕾普利     | 雪歌妮·薇佛      | 《異形》                     | 1979年   |
| 南希·湯普森     | 希瑟·蘭堅坎普    | 《猛鬼街》                   | 1984年   |
| 席妮·皮斯考克   | 妮芙·坎貝爾      | 《驚聲尖叫》                 | 1996年   |
| 朱莉·詹姆士     | 珍妮佛·樂芙·休伊 | 《我知道你去年夏天干了什么》 | 1997年   |
| 艾琳·哈里森     | 夏妮·文森        | 《你是下一個》               | 2011年   |
| 戴娜·波爾克     | 克莉絲汀·康諾利  | 《詭屋》                     | 2011年   |

## 另見
- 阿爾弗雷德·希區考克的女性形象（英语：Alfred_Hitchcock#Representation_of_women）
- 恐怖電影中的性別（英语：Gender_in_horror_films）
- 遇险少女
- 女性主义电影
- 電子遊戲中的性別表徵
- 尖叫女王
- 定型角色

### 書目
- Battis, Jes. . . McFarland. 2005. ISBN 978-0-7864-2172-5.
- 卡洛·J·克洛弗（英语：Carol J. Clover）. . Princeton, N.J.: Princeton University Press. 1992. ISBN 978-0-691-04802-4.
- Cornea, Christine. . Edinburgh University Press. 2007. ISBN 978-0-7486-1642-8.
- Ezra, Elizabeth. . . Contemporary Film Directors. 伊利诺伊大学出版社. April 2, 2008. ISBN 978-0-252-07522-3. OCLC 171049674.
- Harper, Jim. . . Manchester: Critical Vision. May 1, 2004. ISBN 978-1-900486-39-2.
- Kearney, Mary Celeste; 莫瑞·波米蘭斯（英语：Murray Pomerance）. . Gateward, Frances K.  (编). . Wayne State University Press. 2002. ISBN 978-0-8143-2918-4.
- McCracken, Allison. . Levine, Elana; Parks, Lisa  (编). . Duke University Press. 2007. ISBN 978-0-8223-4043-0.
- Middleton, Jason. . Levine, Elana; Parks, Lisa  (编). . Duke University Press. 2007. ISBN 978-0-8223-4043-0.
- Rogers, Nicholas. . Oxford: Oxford University Press. 2002. — Professor Nicholas Rogers discusses how the "final girl" aspect of the Halloween films undermines "the misogynist thrust of slasher movies".
- Totaro, Donato. . OffScreen. January 31, 2002  [December 7, 2010]. ISSN 1712-9559. （原始内容存档于2012-09-05）.
- Tropiano, Stephen. . . New York: Back Stage Books. August 1, 2005. ISBN 978-0-8230-9701-2. OCLC 69423080.
- Williams, Tony. . Grant, Barry Keith  (编). . University of Texas Press. 1996. ISBN 978-0-292-72794-6.

## 外部連結
- Essay: Is the Final Girl an Excuse?
- Teenie Kill & The Final Girl: Gender and the Slasher Film